# Teófilo López Mata
Teófilo López Mata (Villarcayo, 1888-Burgos, 7 de septiembre de 1972) fue un historiador y catedrático español.

## Biografía
Vinculado desde joven a la Junta para Ampliación de Estudios de la que fue pensionado para la investigación en varias ocasiones, accedió en 1917 a su primera cátedra de Geografía en el Instituto de Las Palmas. Sus estudios se centran tras la Guerra Civil en la historia y en las manifestaciones artísticas de Burgos y de su provincia.
Fue hasta su muerte el cronista oficial de la ciudad de Burgos, trabajó en su Diputación y colaboró en la prensa local. Como docente, ejerció en el instituto Cardenal López de Mendoza, del que llegó a ser director.

## Obras
- La ciudad y castillo de Burgos, 1949;
- La catedral de Burgos, 1950, 1966 (2 ed.), 2008;
- El barrio e iglesia de San Esteban de Burgos, Burgos, 1946;
- Geografía urbana burgalesa en los siglos XV y XVI, 1952;
- Crónica de la conmemoración cidiana, 1955;
- Geografía del condado de Castilla a la muerte de Fernández González, Madrid, Instituto Jerónimo Zurita del CSIC, 1957;
- El alfoz de Burgos, 1958;
- La provincia de Burgos en la geografía y en la historia, 1963;[5]